# شهرستان شیانگ
شهرستان شیانگ (به لاتین: Sheyang County) یک شهرستان‌های جمهوری خلق چین در چین است که در یانچنگ واقع شده‌است.